# Elena Manzanera Díaz
Elena Manzanera Díaz (Sevilla, 1967), es una economista española, presidenta del Instituto Nacional de Estadística (INE) de España desde 2022, en sustitución de Juan Manuel Rodríguez Poo.
Se licenció en Ciencias Económicas y Empresariales en la Universidad de Sevilla, y ha desarrollado toda su carrera en el ámbito de la estadística pública. En 1990 se incorporó al Instituto de Estadística de Andalucía, donde a lo largo de los años ha ejercido diferentes funciones. Ha sido jefa del Servicio de Planificación y Análisis del Turismo en la Dirección General de Planificación Turística (1997-2001) y jefa del Servicio de Estudios de la Dirección General de Estudios Andaluces (2001-2004). Entre 2004 y 2019 ocupó el puesto de subdirectora del Área de Coordinación, Comunicación y Métodos del Instituto de Estadística y Cartografía de Andalucía. En 2019 fue nombrada directora de la institución, cargo que mantuvo hasta que en 2022 accedió al cargo de Directora del Instituto Nacional de Estadística de España.
Como directora del INE, dirige el Plan Estadístico Nacional, es directora de la Oficina del censo electoral y preside el Consejo de Empadronamiento estatal, entre otros.
Durante su carrera también ha trabajado como profesora asociada en la Universidad de Sevilla.

## Premios
- Economista del año 2022 por el Colegio de Economistas de Sevilla.[5]